# Nathan Haas
Nathan Haas (Brisbane, Queensland, 12 de març de 1989) fou un ciclista australià, professional des de 2012 fins al 2021 en el ciclisme de carretera; de cara 2022 canvia a la modalitat de gravel. El seu darrer equip fou el Cofidis, equip de l'UCI World Tour i viu a Girona. En el seu palmarès destaquen les victòries al Herald Sun Tour i la Japan Cup del 2011.

## Palmarès
- 2010
  - Vencedor de 2 etapes al Tour de Tasmània
- 2011
  - 1r al Tour de Canberra i vencedor d'una etapa
  - 1r al Tour de Mersey Valley i vencedor de 2 etapes
  - 1r al Tour de Tasmània i vencedor d'una etapa
  - 1r al Herald Sun Tour
  - 1r a la Japan Cup
- 2012
  - 1r a la Volta a la Gran Bretanya[3]
- 2014
  - 1r a la Japan Cup
  - Vencedor d'una etapa al Herald Sun Tour
- 2016
  - Vencedor d'una etapa a la Volta a Burgos
- 2018
  - Vencedor d'una etapa al Tour d'Oman

### Resultats al Giro d'Itàlia
- 2013. Abandona (16a etapa)
- 2014. 104è de la Classificació general
- 2017. Abandona (11a etapa)
- 2020. 119è de la classificació general

### Resultats a la Volta a Espanya
- 2014. 143è de la classificació general
- 2016. Abandona (12a etapa)

### Resultats al Tour de França
- 2015. Abandona (17a etapa)